# Ape Escape
Ape Escape är ett plattformsspel till Playstation utvecklat av SCE Japan Studio och utgivet av Sony Computer Entertainment. Spelet är det första spelet i serien Ape Escape. Det släpptes först 31 maj 1999 i Nordamerika och strax därefter i Japan under namnet Saru! Get You! (サルゲッチュ Saru Getchu?). Ape Escape var det första spelet att kräva DualShock-kontroller.
Spelet har även portats till Playstation Portable.

## Mottagande/Kritik
Ape Escape har fått bra kritik - bland 33 betyg är snittet 90 av 100.